# Кубок Китаю з футболу 2025
Кубок Китаю з футболу 2025 — 35-й розіграш головного кубкового футбольного турніру у Китаї. Титул захищає Шанхай Порт.

## Календар
| Раунд        | Дата               | Матчі | Клуби   |
| ------------ | ------------------ | ----- | ------- |
| Перший раунд | 14-16 березня 2025 | 16    | 64 → 48 |
| Другий раунд | 18-20 квітня 2025  | 16    | 48 → 32 |
| 1/16 фіналу  | 20-22 травня 2025  | 16    | 32 → 16 |
| 1/8 фіналу   | 20-22 червня 2025  | 8     | 16 → 8  |
| 1/4 фіналу   | 22-23 липня 2025   | 4     | 8 → 4   |
| 1/2 фіналу   | 19-20 серпня 2025  | 2     | 4 → 2   |
| Фінал        | 5 грудня 2025      | 1     | 2 → 1   |

## 1/8 фіналу
| Команда 1            | Рахунок      | Команда 2                  |
| -------------------- | ------------ | -------------------------- |
| 20 червня 2025       |              |                            |
| Шаньдун Тайшань      | 1:3          | Ченду Жунчен               |
| 21 червня 2025       |              |                            |
| Далянь Їнбо          | 1:1 пен. 5:6 | Бейцзін Гоань              |
| Шаансі Юніон (2)     | 1:2          | Юньнань Юкун               |
| Гуандон ГЖ-Пауер (2) | 2:0          | Тяньцзінь Цзіньмень Тайгер |
| Циндао Чжуннен       | 2:1          | Гуансі Генчень (3)         |
| 21 червня 2025       |              |                            |
| Шанхай Порт          | 2:3          | Шанхай Шеньхуа             |
| Далянь Кюнь Сіті (2) | 0:2          | Циндао Вест Коаст          |
| Хенань               | 3:2          | Чжецзян                    |

## 1/4 фіналу
| Команда 1         | Рахунок      | Команда 2            |
| ----------------- | ------------ | -------------------- |
| 22 липня 2025     |              |                      |
| Циндао Вест Коаст | 2:2 пен. 2:4 | Бейцзін Гоань        |
| Юньнань Юкун      | 3:0          | Гуандон ГЖ-Пауер (2) |
| 23 липня 2025     |              |                      |
| Шанхай Шеньхуа    | 3:3 пен. 7:8 | Хенань               |
| Циндао Чжуннен    | 1:2          | Ченду Жунчен         |